# Монтенуово, Вильгельм Альбрехт фон
Вильгельм Альбрехт фон Монтенуово (нем. Wilhelm Albrecht von Montenuovo; 8 августа 1819, Парма — 7 апреля 1895, Вена) — австрийский военачальник, генерал от кавалерии. Единоутробный брат императора Наполеона II.

## Биография
Вильгельм Альбрехт был вторым ребёнком австрийской принцессы Марии-Луизы Австрийской и её фаворита Адама Альберта фон Нейпперга. На момент рождения считался незаконнорожденным, поскольку его мать состояла в браке с бывшим французским императором Наполеоном I, который находился в ссылке на острове Святой Елены. После смерти Наполеона его родители вступили в брак и он был узаконен, получив графский титул Монтенуово.
В феврале 1838 года Вильгельм Альбрехт начал службу в Австрийской армии в качестве лейтенанта 5-го егерского батальона, а в 1843 году был повышен до звания майора.
Весной 1848 года Вильгельм Альбрехт уже был полковником и был направлен в Италию, где участвовал в Австро-итальянской войне, участвуя во многих сражениях, включая сражение при Санта-Лючии и в битве при Кустоце. Затем он участвовал в подавлении Венгерского восстания, где кавалеристы, которыми он командовал, отличились в ряде сражений, включая сражение при Капольне и битве при Ишасеге, которые закончились победой австрийцев.
В августе 1849 года ему было присвоено звание генерал-майора и он получил крест «За военные заслуги», а в сентябре 1854 года ему было присвоено звание фельдмаршал-лейтенанта. В 1859 году во время Сардинской войны он участвовал в битве при Мадженте, битве при Кастендоло и битве при Сольферино, которые закончились поражениями австрийцев, но несмотря на провал в военной кампании ему был присвоен Орден Железной короны.
29 декабря 1860 года Вильгельм Альбрехт был назначен главнокомандующим войск в Трансильвании, должность которого занимал в течение шести лет.
20 июля 1864 года ему был присвоен потомственный титул князь Монтенуово.
20 июля 1866 года Вильгельм Альбрехт был назначен главнокомандующим войск в Богемии.
В 1867 году ему было присвоено звание генерал от кавалерии, он оставался на службе в течение 11 лет, пока не вышел в отставку в 1878 году.
Скончался 7 апреля 1895 года в Вене на 77-м году жизни.

## Семья
Жена (с 31 января 1850 года) — Юлианна Иоганна Баттьяни—Страттман (10 июня 1827 — 19 ноября 1871), дочь графа Яноша–Батиста Баттьяни-Стратманна (1784–1865) и его супруги Мари Эстерхази де Галанта (1791–1830). В браке родилось трое детей (сын и две дочери):
- Альбертина фон Монтенуово (30 июня 1853 — 1895), в 1873 году вышла замуж за графа Сигизмунда Велопольского (1833–1902), у пары было 5 детей;
- Альфред фон Монтенуово[англ.] (16 сентября 1854 — 6 сентября 1927), 2-й князь Монтенуово (1895—1927);
- Мария фон Монтенуово (10 сентября 1859 — 2 марта 1911) в 1878 году вышла замуж за графа Антона Аппони де Нагьяппони (29 декабря 1852 — 4 февраля 1920), у пары было 2 детей.